# Hermann Häfker
Hermann Wilhelm Häfker (* 3. Juni 1873 in Bremen; † 27. Dezember 1939 in Mauthausen) war ein wichtiger deutscher Filmtheoretiker, Schriftsteller und Esperantist, der als politischer Häftling im Konzentrationslager Mauthausen starb.

## Leben
Als Zwanzigjähriger schrieb er seine erste Monographie über Shakespeares Sonettenzyklus (Was sagt Shake-speare?, 1896). Er glaubte, einen Schlüssel gefunden zu haben, der die vielen Unklarheiten und Widersprüche in dem so rätselhaften Werk auflösen werde. Die Fachwelt hat sich auf diesen Beitrag eines Außenseiters nicht weiter eingelassen, zumal der Autor seine Ansichten mit der „Shakespeare-Bacon-Theorie“ verknüpfte, die die Fachphilologen bereits ad acta gelegt hatten.
In der Frühzeit der Filmgeschichte, als der „Kintopp“ noch als billige Volksbelustigung galt, begann sich der leidenschaftliche Fotoamateur Häfker für das neue Medium zu interessieren, weil er, wie andere Kinoreformer der Zeit, durchaus die Möglichkeiten erkannte, die Kinematographie auf ein höheres Niveau, ja zum Kunstrang zu erheben. Als freier Mitarbeiter der ersten Fachzeitschrift, Der Kinematograph, später der Zeitschrift Bild und Film wurde er bald einer der führenden Kinoreformer. Insbesondere wurde er neben Gustav Melcher als der bedeutendste Filmtheoretiker seiner Zeit angesehen.
Mit den Mitteln eines von ihm gegründeten Vereins Bild und Wort stellte er eigene Musterprogramme zusammen, die das Publikum auch durchweg begeisterten. Grundlegend für Häfkers Konzept war, dass die damals noch sehr kurzen, nur Minuten langen Filmchen nicht nur, wie allenthalben üblich, einfach mechanisch hintereinander abgespult wurden, sondern in eine wohlüberlegte Reihenfolge gebracht, durch kurze Pausen voneinander getrennt, mit kurzen, einleitenden Vorträgen vorgestellt, an passenden Stellen durch stehende Lichtbilder unterbrochen und vor allem durch ausgefeilte Geräusche nebst Musik „hinter dem Vorhang“ begleitet wurden. All dies war aber zu zeitaufwendig und kostspielig, als dass es aufgeschlossene Nachahmer hätten finden können.
Seine 1913 in der Lichtbildbühnen-Bibliothek erschienene Schrift Kino und Kunst wurde alsbald als „fortgeschrittenste programmatische Schrift der Vorkriegs-Kinoreform“ (Helmut H. Diederichs) anerkannt. In der gleichen Reihe erschienen bald darauf Kino und Erdkunde sowie Der Kino und die Gebildeten. In letzterer Schrift begründete er ausführlich seine Überzeugung, dass die im breiten Publikum so beliebten Kinodramen, die er abschätzig „Spielfilme“ nannte, keine Zukunft haben könnten, da die pantomimischen Stummfilme nicht in der Lage waren, differenzierte Gedanken und Gefühle zum Ausdruck zu bringen. Aber ausgerechnet seine spöttische Wortprägung hat sich bis auf den heutigen Tag erhalten. Den 1928 einsetzenden Siegeszug des Tonfilms hat er nicht mehr zur Kenntnis nehmen oder ihn gar begeistern können.
Nach Ausbruch des Ersten Weltkriegs hat Häfker seinen schriftstellerischen Schwerpunkt auf das Thema der Volksbildung verlegt, und besonders lag ihm eine schon lange vor dem Krieg geplante Schrift über den Frieden am Herzen. Als er wider Erwarten Ende 1916 doch noch den Gestellungsbefehl zum Militärdienst erhielt, versanken seine Projekte erst einmal „ins Aschgraue“. Häfker hat seine zwei Soldatenjahre als einfacher Soldat der Gardeinfanterie im Heimatdienst abdienen können. Nachdem sein Vater im August 1917 gestorben war und Frau und Kinder daraufhin in sein Elternhaus nach Bremen umgesiedelt waren, konnte er sich kurz vor Weihnachten 1917 auch selbst nach Bremen versetzen lassen.
Im August 1918 wurde er der Bremer Repräsentant des im April von dem Kinoreformer Dr. Erwin Ackerknecht in Stettin gegründeten Bilderbühnenbund deutscher Städte e. V., womit er zugleich vom Militärdienst endgültig entbunden war.
Gleichzeitig engagierte er sich, gegen Ende des Krieges, erst- und letztmals in seinem Leben in der aktuellen Politik. Er fand einen gleichgesinnten Anarchistenkreis in der Künstlerkolonie Worpswede, namentlich Heinrich Vogeler, Ludwig Bäumer, Carl Emil Uphoff. Häfker verfasste eine Flugschrift zur „Gemeinwirtschaft“, und Vogeler gründete nach diesem Prinzip eine Arbeitskommune in seinem „Barkenhoff“.
Für die nach der Novemberrevolution am 10. Januar gegründete Bremer Räterepublik, entwarf er eine „Übergangsverfassung“ als Zwischenstation zur prognostizierten „Gemeinwirtschaft“. Bereits am 4. Februar musste die Räteregierung durch den Einmarsch eines von der provisorischen SPD-Regierung entsandten Freicorps kapitulieren. Auch Hermann Häfker wurde verhaftet, nach einigen Wochen aber amnestiert.
Nach der Gründung der KPD (am 1. Januar 1919) wurde Häfker ebenso wie Vogeler Mitglied dieser Partei, trat aber wegen allzu abweichender Vorstellungen nur wenige Monate später wieder aus.
Nach der Etablierung der „Reaktion“ gründete Häfker, nach dem Vorbild der „Kommune Barkenhoff“, in Falkenberg eine eigene „Arbeitsschule“, nachdem er dafür sein Vaterhaus verkauft hatte. Dieses Projekt scheiterte und endete mit einem auch persönlichen, seelisch-geistigen Zusammenbruch.
Etwa vier Jahre lang hat Häfker seitdem nichts mehr veröffentlicht, finanziell über Wasser gehalten durch den Mäzen Ludwig Roselius, Gründer der Weltfirma Kaffee-HAG.

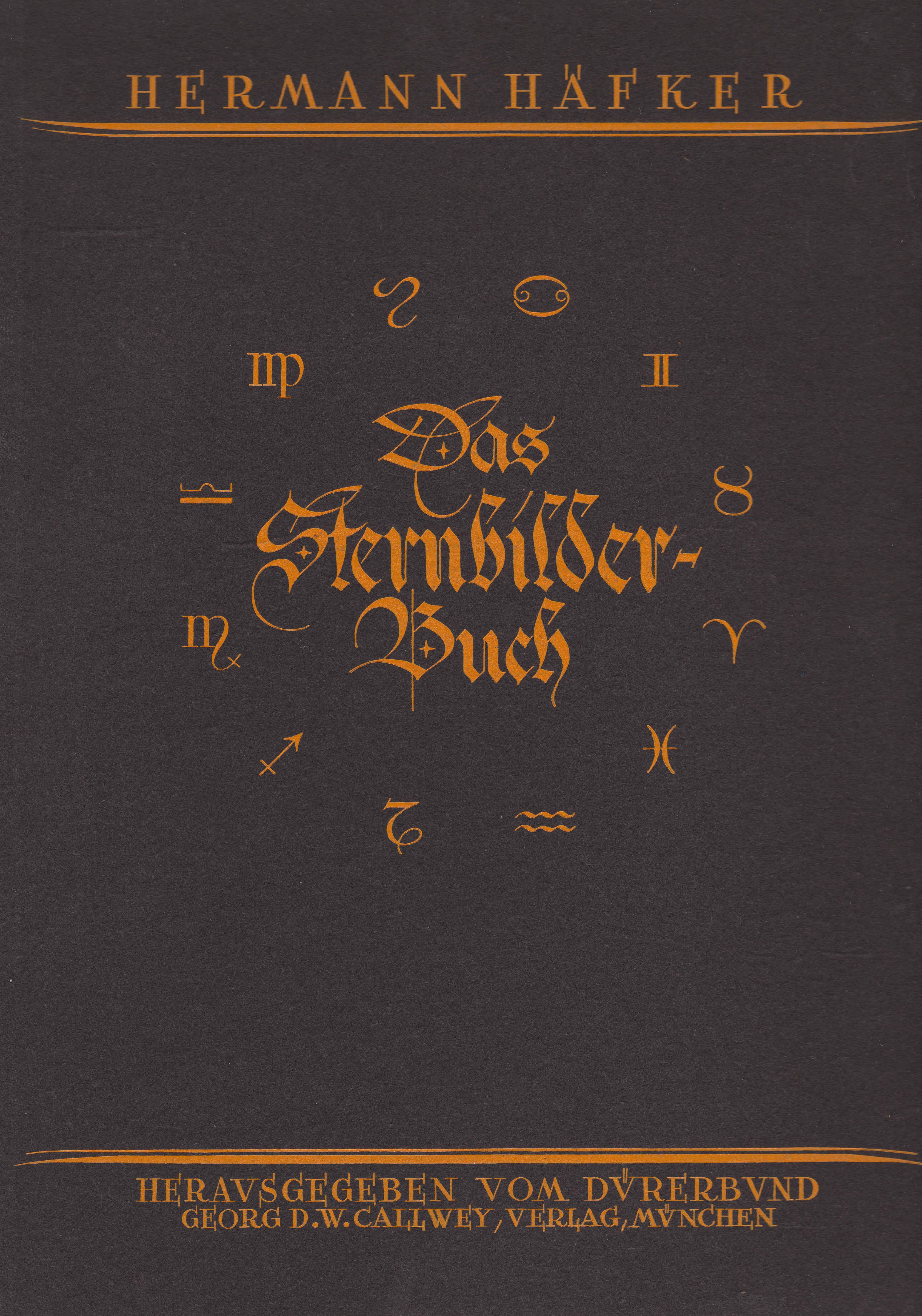
Das Sternenbilder-Buch

Er erschloss sich ein neues Themengebiet, das sein eigenes Weltbild nachhaltig erweiterte: das Entstehen von Kultur, Religion, Weltanschauung, Wissenschaft in der frühen Menschheitsgeschichte. Er übersetzte das Weltepos Gilgamesch in dichterischer Form, überbrückte die Lücken mit verbindendem Text und zog in einem grundlegenden Nachwort die Quintessenz zu dem für ihn „gewaltigsten Epos das ich kenne“. In diesen Zusammenhang gehört auch sein zwei Jahre darauf erschienenes Sternbilder-Buch („Ein Buch von Himmel und Weltanschauung“) sowie seine Nachdichtung Biblischer Geschichten aus dem Alten Testament. Ein Fazit seiner Erkenntnisse zog er in seiner 1928 erschienenen Weltgeschichte in einem Band. Eine teilweise Umarbeitung und Erweiterung ist die in Esperanto verfasste Weltgeschichte Jarmiloj pasas („Jahrhunderte vergehen“).
Inzwischen war seine Frau Selma, geborene Jäckel, im Dezember 1926, an Lungenkrebs gestorben, wonach er sich, erstmals in seinem Leben, neben seiner schriftstellerischen Arbeit auch persönlich um seine acht Kinder, nunmehr im Alter zwischen drei und achtzehn Jahren, und die Gestaltung des Familienhaushalts kümmern musste.
1932 heiratete er noch einmal, eine 37 Jahre jüngere Frau, und im Jahr darauf bekam er auch aus dieser Ehe noch einmal einen Sohn.
Mit dem Erscheinen Hitlers und des Nationalsozialismus auf der politischen Bühne empfand Häfker erneut eine politische Verantwortung. Er soll Präsident Hindenburg schriftlich davor gewarnt haben, ihn zum Reichskanzler zu ernennen; nach einer anderen Familienerinnerung soll er etliche Naziführern Wahlbetrug vorgeworfen und sich auch geweigert haben, der Reichsschrifttumskammer beizutreten. Nach vorübergehender Verhaftung entzog er sich, im März 1936, einer weiteren durch die Flucht nach Prag, um von dort aus die Emigration nach England für sich und seine Familie vorzubereiten. Der Einmarsch deutscher Truppen im März 1939 ist ihm zuvorgekommen. Er wurde einer der ersten Häftlinge des Konzentrationslagers Dachau, ein Vierteljahr später, am 27. September 1939 wurde er ins KZ Mauthausen überstellt, wo er am 27. Dezember amtlich an „Altersschwäche“ gestorben sein soll.

## Werke
- Was sagt Shake-speare? Die Selbstbekenntnisse des Dichters in seinen Sonetten. Ein Beitrag zur Shakespeare-Bacon-Frage. 1896
- Kino und Kunst. 1913
- Fahrradreisen und Freiluftbildung. 1914
- Kino und Erdkunde. 1914
- Die Aufgaben der Kinematographie in diesem Kriege. 1914
- Der Kino und die Gebildeten. 1915
- Gilgamesch. Eine Dichtung aus Babylon. 1924
- Geschlechtlichkeit, Liebe und Güte. Eine Auskunft an meine erwachsenden Kinder. 1925
- Biblische Geschichten aus dem Alten Testament. 1925–26 (3 Bde.).
- Das Sternbilderbuch. Ein Buch von Himmel und Weltanschauung. 1926
- Weltgeschichte in einem Band. 1928
- Erziehung zur Liebe. 1929. - 2., neubearb. Aufl. 1930
- Jarmiloj pasas. Universala historio. (Eine Weltgeschichte in Esperanto). 1930/31